# 石炭獸科
石炭獸科（Anthracotheriidae），又名炭獸科，是已滅絕及像河馬的偶蹄目動物，與河馬及鯨豚有關。當中最古老的Elomeryx首先於始新世中期在亞洲出現，並在非洲及歐亞大陸生存，於漸新世進入了北美洲，及後可能是因氣候轉變及與河馬和豬競爭，於中新世在歐洲及非洲消失。最年輕的Merycopotamus於上新世晚期在亞洲消失。這個科是以最先發現的石炭獸來命名，是因這些化石是在法國的古新世煤床發現。
石炭獸科像較瘦的河馬，頭部較細小窄。牠們每隻腳上有四或五趾，寬闊的腳掌適合在軟泥上行走。牠們有完整的牙齒，一些物種適合挖出水中植物的根。

## 演化關係

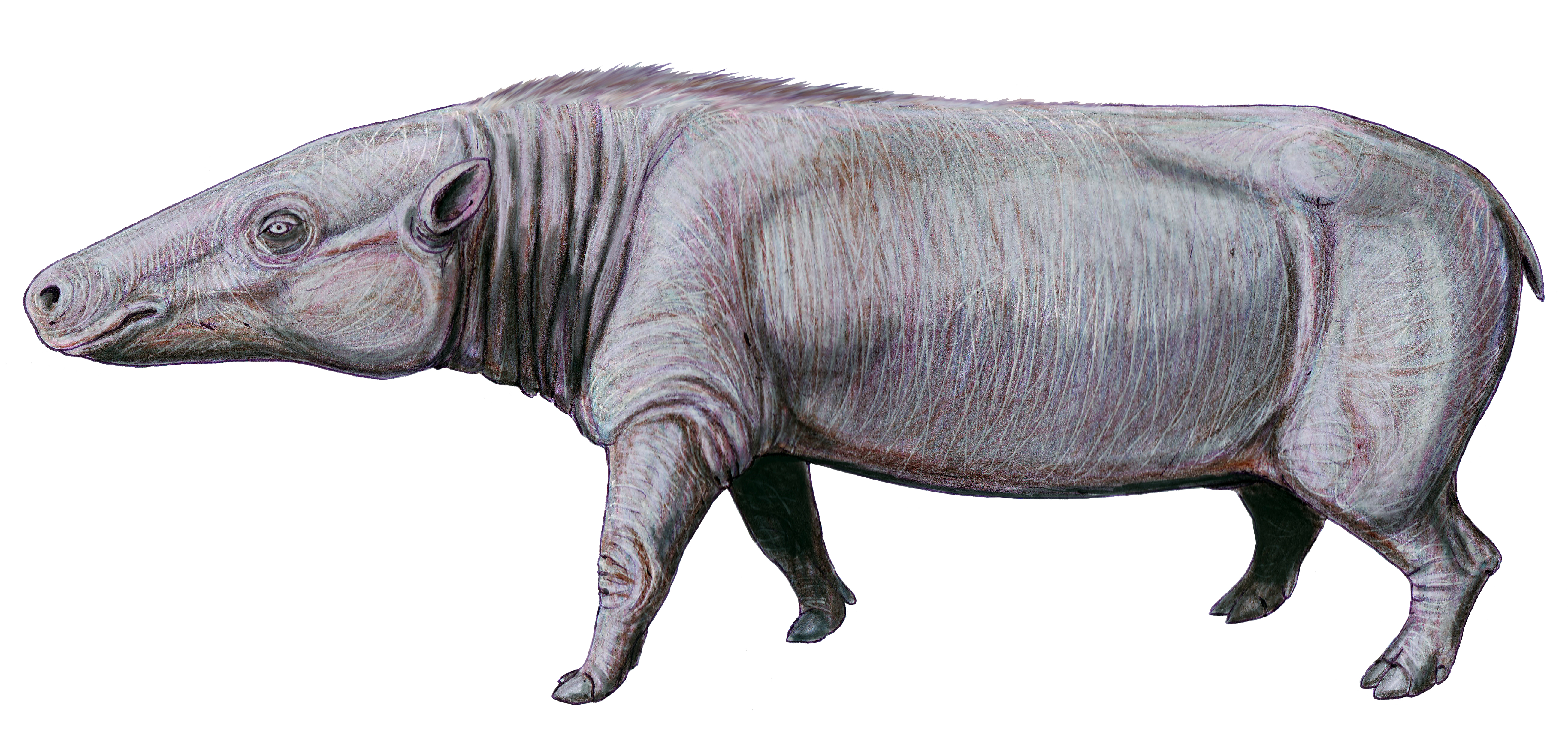
石炭獸復原圖

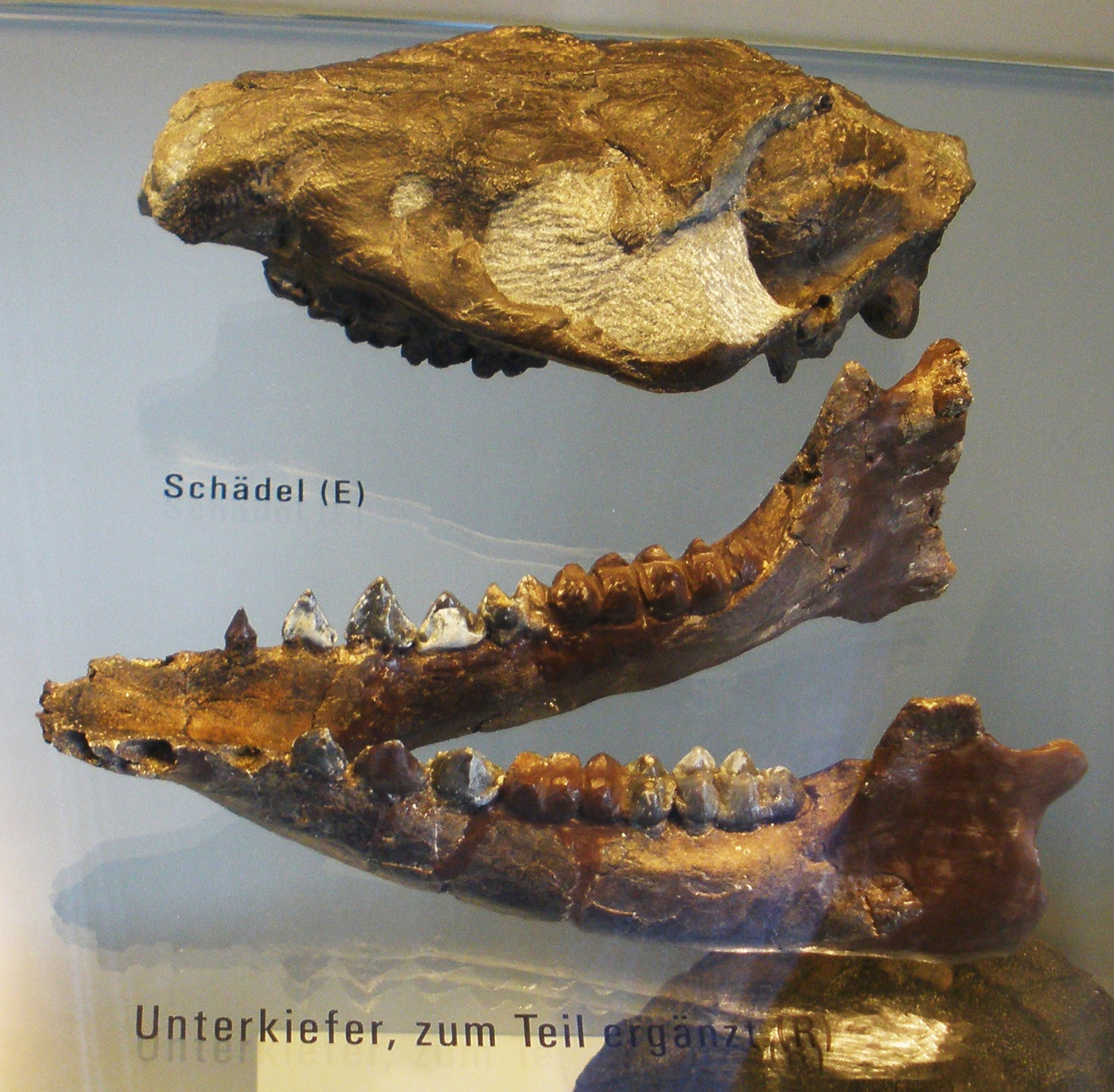
Microbunodon 的顱骨

有證據顯示石炭獸類，作為河馬的親屬，有可能是鯨魚祖先的近親。但是，最早的石炭獸科只是於始新世中期出現，是古鯨小目在完全進入水中生活的時期之後。